# RBS-15
RBS-15（スウェーデン語: Robotsystem 15）は、スウェーデンのSAAB社が開発した対艦ミサイル。

## 来歴

### 国産開発に至る経緯
スウェーデン海軍は西側諸国として初めて艦対艦ミサイルを装備化した海軍であり、1967年のエイラート事件の1か月後にはRB-08を配備していた。しかしこのミサイルは先進的ではあったが、戦術的な運用には適さない部分も多かった。海軍ではより本格的なRB-08Bの装備化を計画していたが、1968年に閣議承認された防衛決定でサーブ 37 ビゲン戦闘機の開発計画が優先事項とされ、予算をこちらに配分する必要から、RB-08Bの開発は実現しなかった。
1970年、海軍はノルウェーの設計に基づく哨戒艇（後のフギン級）の導入を決定したが、これには同国のペンギン対艦ミサイルが搭載されるものとみられていた。しかしサーブは、ミサイルの設計・生産能力維持のためにも国産ミサイルの搭載が望ましいと考えて、RB-11の開発に着手し、1971年11月には性能見積もりを提出した。開発作業は順調に進捗していたものの、海軍としては、射程を60-80 kmまで倍増させる必要があると考えていた。空軍は既に国産の空対艦ミサイルであるRB-04を受領していたため、新型ASMへの関心は低かったのに対し、海軍はスピカ-II型魚雷艇（後のノーショーピング級）をミサイル艇にするための長射程SSMの取得は喫緊の課題であった。
1976年、国防省は政府に対し、対艦ミサイルの取得は急務であり、国内開発は容認できない遅延につながると指摘して、海外から購入して取得すべきであると強調した。既にペンギンは性能不足と考えられていたほか、フランスのエグゾセMM38は射程が短すぎ、イタリアのオトマートは大きすぎるとして落選し、アメリカ合衆国のハープーンが選定されて、1977年から1978年にかけて、アメリカ海軍との協議を踏まえて契約案が作成された。しかし空軍は国産ミサイルを志向していたほか、1976年の総選挙でブルジョワブロックが政権を握った結果、産業界のさまざまなグループが外国製対艦ミサイルの購入への反対運動を展開しており、1978年に国防相に就任したラース・デ・ヘールは、RB-04を基にしたミサイルを海・空軍共通ミサイルとするよう主張した。これに対し、海軍総司令官ルドベリ中将は自ら新聞紙上で反対の論陣を張ったものの、政府は国防省国防需品管理局 (FMV) に対して、サーブ社と契約するよう指導した。

### 開発の進展
サーブ・スカニアは、まずロケットエンジンを推進装置とするマッハ0.8級ミサイルの開発を試みていたが、まもなく、RB-04の推進装置をターボジェットエンジンに変更したRB-04ターボへと方針転換された。その後、1977年にはRB-04ターボの開発も中止され、より大規模に設計を改訂したRBS-15へと方針転換されて、1979年7月にこれが採択された。サーブが主契約者となったサーブ・ボフォース・ミサイル・コーポレーション（SBMC）と6億クローネの開発契約が締結され、まずは艦上発射型が対象とされていたが、オプションで空中発射型や地対艦ミサイル型も用意されていた。1982年、FMVは航空発射型（RBS 15F）のオプションを行使した。
翌年、サーブ・ミサイル社（現サーブ・ダイナミクス社）が設立され、地対艦ミサイル型を含むRBS-15の全契約交渉の責任を負うことになった。システムの開発は極めて迅速であり、1981年7月より実射試験が開始され、1982年にはノーショーピング級魚雷艇「ピーテオー」での艦上試験が開始された。スウェーデン海軍での運用は1985年より開始された。また1993年には地対艦ミサイル版の配備も開始された。
これらの初期モデルはMk.Iミサイルと称されていたが、1980年代からは改良型のMk.2の開発が開始されており、1994年4月21日には正式な開発契約が発注された。1997年10月には開発が完了し、1998年より生産が開始された。また1990年代後半からは更に改良したMk.3の開発が開始されており、2004年より生産が開始された。更に誘導装置を改良するとともに射程も延伸したMk.IV（愛称はガングニール）の開発も進められており、2020年代中盤には実用化される予定である。

## 設計

### ミサイル本体
RBS-15はRB-04ターボから派生して開発されたこともあって、ミサイル弾体の設計はRB-04E空対艦ミサイルをベースとしている。ミサイルの断面は円筒形で、機首は丸みを帯びている。前翼はデルタ翼、主翼は折りたたみ式のクロップドデルタ翼である。また順次にレーダー反射断面積（RCS）低減などが図られている。

#### 誘導装置
ミサイルの誘導方式としてはアクティブ・レーダー・ホーミング（ARH）を採用しており、機首には9GR400 ARH誘導装置が搭載されている。これは9LV200火器管制レーダーと同じマグネトロンを用いた送信機を採用しており、動作周波数はX/Kuバンド、パルス幅は0.2-1.0マイクロ秒、パルス繰り返し周波数は1000-4000 pps、送信尖頭電力は65-100 kW、デジタル処理による広帯域の周波数アジャイル・レーダーで、高い電子防護性能が謳われている。走査範囲は機首尾軸を中心として水平方向に左右30度ずつ、俯仰角方向に上下15度ずつである。Mk.2ミサイルでは、処理能力が向上した新しい多目的デジタル・コンピューターを導入するとともに、シーカーをハードウェア・ソフトウェアの両面とも強化して、探知性能と電子防護性能の向上を図った。
中間航程では慣性誘導（INS）が行われ、データリンクによって目標情報を更新することもできる。またMk.3ミサイルではGPSも併用され、ドッグレッグ軌道を含めてより柔軟に軌道を決定できるようになったほか、目標を見失った際の再攻撃機能、更には地上目標の攻撃機能も付与された。Mk.4ミサイルではINS・GPSともに新型化するとともに、データリンクも新型化して、飛翔中でも操作員により攻撃目標の変更が可能とされる。

#### 弾頭部
RBS-15は、FFV製で、重量200 kgの爆風破片効果弾頭を備えている。

#### 推進装置

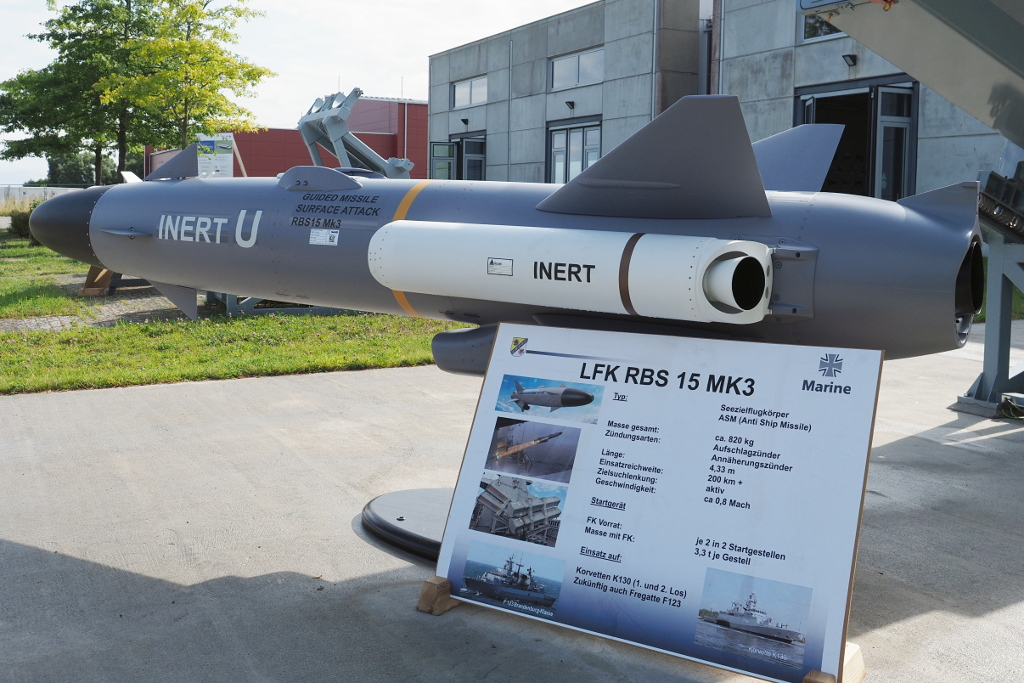
ブースターを搭載したMk.3ミサイル

推進装置としては、ミクロチュルボ製の単一スプールターボジェットエンジンであるTRI 60を搭載している。推力370 kgf (3.6 kN)で、Mach 0.9 (1,102.5 km/h)を発揮できる。当初はパラフィンベースのジェット燃料を用いていたが、Mk.3ミサイルではより高エネルギーのJP-10に変更するとともにタンクも大型化され、射程は70 kmから200 kmへと延伸された。またMk.4ミサイルでは更に300 km以上に延伸される。
艦対艦・地対艦ミサイル版ではARC（Atlantic Research Corporation）製の固体ロケットブースター2基を備えている。それぞれ重量82 kgで、ロケットエンジンの推進剤としてはコンポジット推進薬60 kgを有しており、3秒間の燃焼でミサイルをMach 0.7 (857.5 km/h)まで加速する。

#### 諸元表
| 形式                | Mk.1      | Mk.2      | Mk.3       | Mk.4       |
| ------------------- | --------- | --------- | ---------- | ---------- |
| ミサイル 本体重量   | 620 kg    | 620 kg    | 630 kg     | 650 kg     |
| ブースタ 装着時重量 | 780 kg    | 780 kg    | 800 kg     | 810 kg     |
| 射程                | 70 km以上 | 70 km以上 | 200 km以上 | 300 km以上 |
| 中間誘導            | INS       | INS       | INS＋GPS   | INS＋GPS   |
| 終末誘導            | ARH       | ARH       | ARH        | ARH        |

### システム構成
通常、単に「RBS-15」と称した場合は艦対艦ミサイル型を指すが、特にRBS-15Mとして区別する場合もある。一方、地対艦ミサイル型はRBS-15K（-15CDとも）、空対艦ミサイル型はRBS-15Fと称される。潜水艦発射型も構想されたものの、スウェーデン海軍は長距離対艦兵器としては有線誘導魚雷のほうが有効であると考えたため、実現しなかった。その後、Mk.3ミサイルの開発にあわせて、対地兵器としての運用も考慮して再検討されたものの、こちらも実現していない。
従来、発射筒としてはボフォース社製の軽合金製コンテナが用いられており、重量は空の状態で750 kg、ミサイル収容時は1,540 kgとなる。コンテナは両端に2つのドアがあり、長さ4.5 m×幅1 m×高さ1 m。ミサイル発射レールはコンテナの右上隅にあるため、ミサイルは垂直に対して45度の角度を付して収容される。コンテナは21度の角度を付して架台に設置される。またMk.3ミサイルでは、GECアルストホムが設計した長さ4.42 m×幅1.2 m×高さ95 cmの新しいランチャー・コンテナーが用いられる。このコンテナの断面は楕円形で、ミサイルは側面ではなく上部に吊り下げられる。

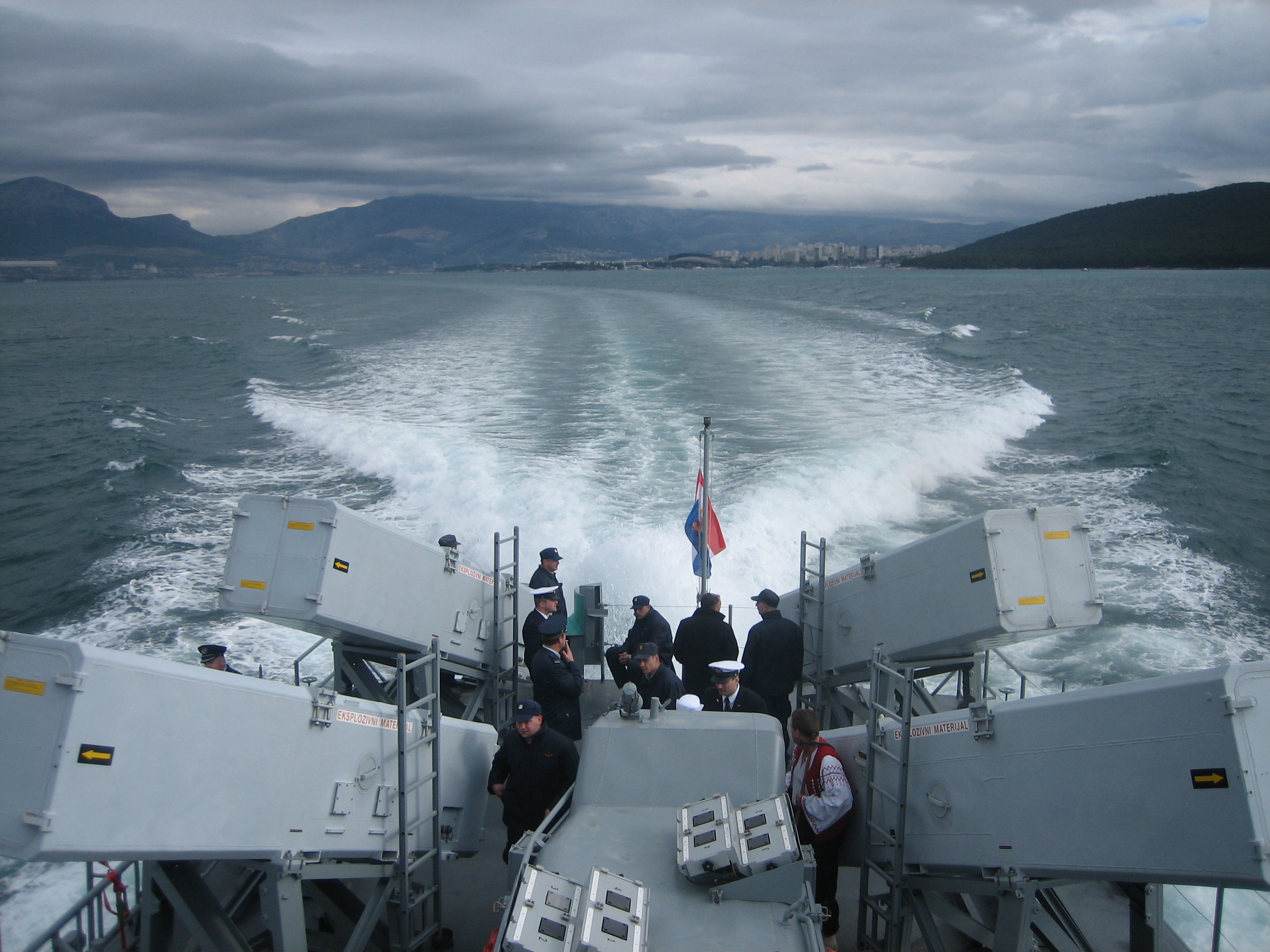
艦対艦型（15M）
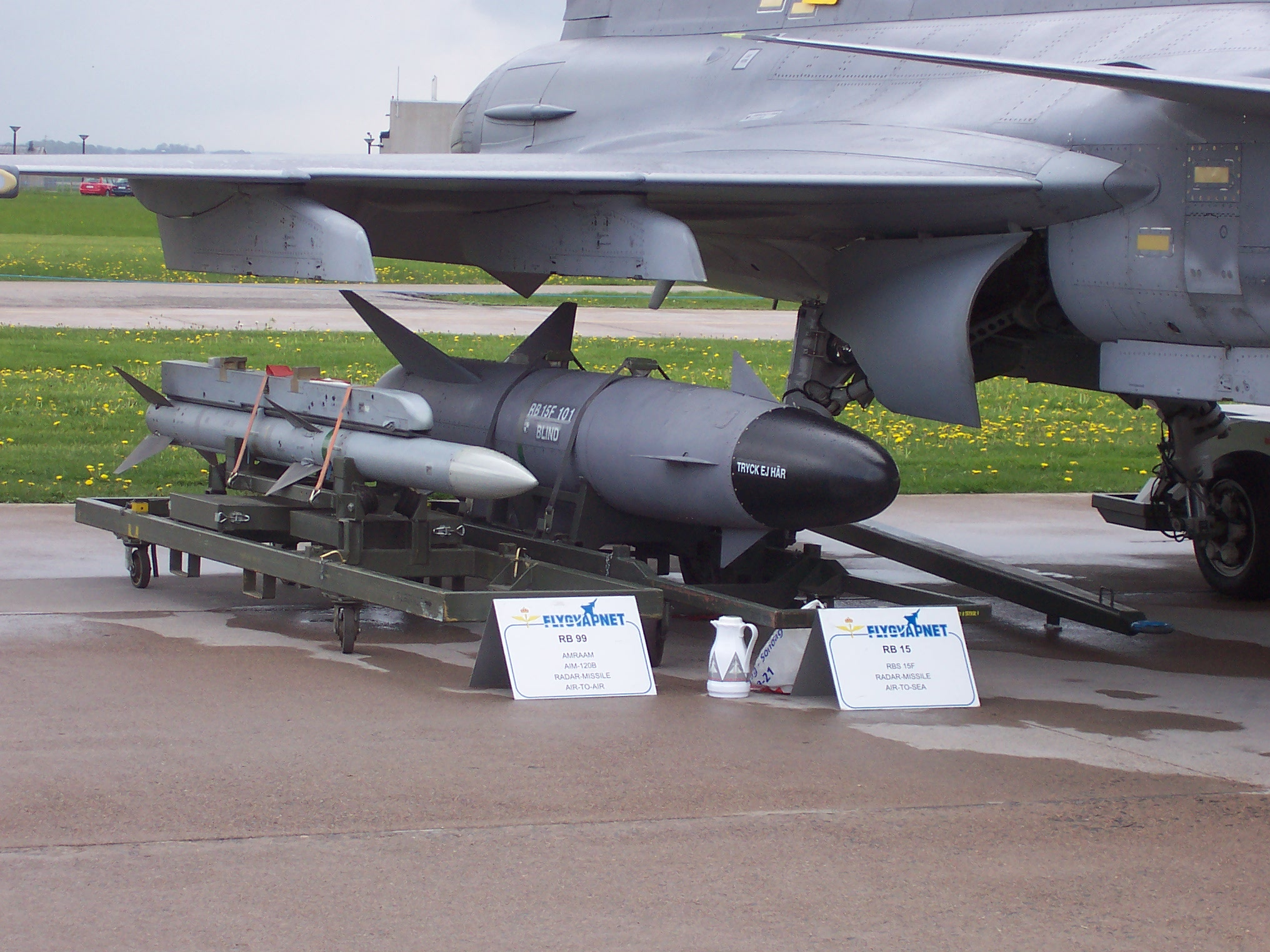
空対艦型（15F）
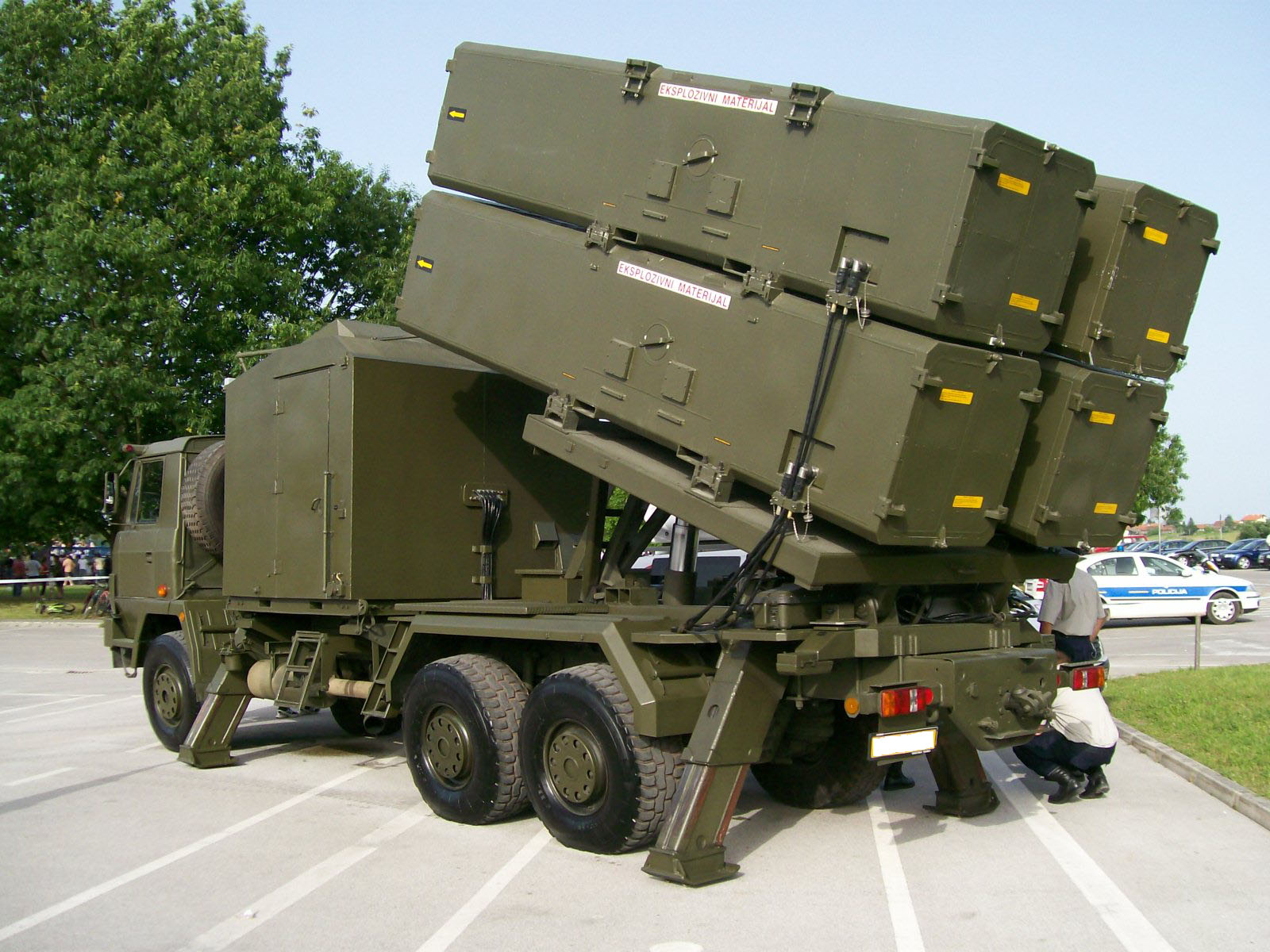
地対艦型（15K）

## 運用者と搭載プラットフォーム
- クロアチア海軍
- スウェーデン海軍
  - ノーショーピング級ミサイル艇
  - フギン級ミサイル艇
  - ストックホルム級コルベット
  - イェーテボリ級コルベット
  - ヴィスビュー級コルベット
- スウェーデン空軍
  - サーブ 37 ビゲン
  - サーブ 39 グリペン
- タイ空軍
  - サーブ 39 グリペン

- ドイツ海軍
  - ブランデンブルク級フリゲート（予定）
  - ブラウンシュヴァイク級コルベット
  - バーデン・ヴュルテンベルク級フリゲート
- フィンランド海軍
  - ヘルシンキ級ミサイル艇
  - ラウマ級ミサイル艇
  - ハミナ級ミサイル艇
- ポーランド海軍
  - ガヴロン級コルベット
  - オルカン級ミサイル艇